# Wang Xiaoshuai
Wang Xiaoshuai, chiń. 王小帥; pinyin Wáng Xiăoshuài (ur. 22 maja 1966 w Szanghaju) – chiński reżyser i scenarzysta filmowy. Reprezentant szóstego pokolenia chińskich twórców filmowych. W swoich pokazuje gwałtowną urbanizację Chin w ostatnich dekadach oraz jej wpływ na losy chińskich rodzin.

## Życiorys
Chociaż urodził się w Szanghaju u szczytu rewolucji kulturalnej, to pierwsze 13 lat życia spędził w Guiyang, gdzie przeniesiona została fabryka, w której pracowała jego matka. Ojciec Wanga zatrudniony był jako reżyser miejscowego zespołu operowego. W Guiyang młody Wang zainteresował się malarstwem. W 1979 wraz z rodziną przeprowadził się do Wuhan, a w 1981 przeniósł się do Pekinu, by uczyć się tam malarstwa w szkole średniej. Ostatecznie ukończył jednak w 1988 studia reżyserskie w tamtejszej Akademii Filmowej.
Jego debiut reżyserski Zimowe dni (1993) zdobył nagrody na MFF w Salonikach i Taorminie. Jednak dopiero Rower z Pekinu (2001) zwrócił na niego uwagę krytyki. W historii pracującego w charakterze kuriera siedemnastolatka, który szuka na ulicach Pekinu zaginionego roweru, dopatrzono się nawiązania do neorealistycznych Złodziei rowerów (1948) Vittoria De Siki. Film przyniósł reżyserowi Srebrnego Niedźwiedzia - Grand Prix Jury, drugą nagrodę na 51. MFF w Berlinie. 
Kolejne filmy Xiaoshuai spotykały się z równie ciepłym przyjęciem krytyki. Szanghajskie sny (2005) zdobyły Nagrodę Jury na 58. MFF w Cannes. Obraz poświęcony był sterowanym przez władze migracjom w Chinach lat 80., mającym na celu zaludnienie biedniejszych regionów kraju. Na 58. Berlinale doceniono jego portret rozbitej rodziny W miłości cała nadzieja (2008), wyróżniony Srebrnym Niedźwiedziem za najlepszy scenariusz. W 2010 Wang otrzymał z rąk francuskiego ministra kultury tytuł Kawalera Orderu Sztuki i Literatury.
Żegnaj, mój synu (2019) był rozpisaną na trzy dekady sagą dwóch rodzin, pokazującą przemiany społeczno-ekonomiczne w Chinach od początku lat 80. Grający doświadczoną przez politykę jednego dziecka parę małżeńską Yong Mei i Wang Jingchun zdobyli za swoje kreacje Srebrnego Niedźwiedzia dla najlepszej aktorki i dla najlepszego aktora na 69. MFF w Berlinie.